# Ponerosteus
Ponerosteus (gr. “hueso sin valor”) es un género representado por una única especie de arcosaurio, que vivió a mediados del período Cretácico, hace aproximadamente 96 millones de años, en el Cenomaniense. Encontrado en la República Checa, fue llamado "Iguanodon exogirarum" por Antonin Fritsch en 1878. Más tarde (1905) fue renombrado como Procerosaurus, pero este nombre ya estaba en uso (von Huene, 1902). Por último se lo llamó Ponerosteus exogyrarum manteniendo el nombre de especie por George Olshevsky en 2000. Sin embargo, el taxón es considerado dudoso por la mayoría, el holotipo es extremadamente pobre y aparentemente es la cara interna de una tibia de un animal que podría ser o no un dinosaurio.